# Bernhard Alexander von Düringshofen
Bernhard Alexander von Düringshofen (* April 1714 in Sabow im Kreis Pyritz, Pommern; † 4. Januar 1776 in Frankfurt an der Oder) war ein königlich-preußischer Generalmajor und Chef des Infanterie-Regiments Nr. 24. Er war zudem Generalinspekteur der Regimenter in Westfalen sowie Amtshauptmann von Mühlenhof und Mühlenbeck.

## Herkunft
Er entstammte dem preußischen Adelsgeschlecht von Düringshofen bzw. Diringshofen. Sein Vater war der Erbherr von Sabow Gustav Hans Ludwig von Düringshofen († 7. Dezember 1744). Seine Mutter dessen Frau Marie Eleonore von Billerbeck (* 1680; † 15. März 1727) aus dem Haus Stresow. Dieser heiratete nach dem Tod seiner ersten Frau seine Cousine Johanne Luise (Diring) von Diringshofen.
Sein Bruder Karl Friedrich war Major im Regiment Nr. 30, wurde aber wegen seiner Verletzung in der Schlacht bei Torgau bereits 1762 pensioniert. Sein Halbbruder Gustav Friedrich († 1796) diente im Regiment Nr. 28 als Hauptmann und war mit Charlotte Friederika von Hirschfeld verheiratet.

## Leben
1728 kam von Düringshofen als Fahnenjunker in das Infanterie-Regiment Nr. 8, in dem er 1735 zum Fähnrich, 1736 zum Seconde-Lieutenant und 1740 zum Premier-Lieutenant befördert wurde. Am 7. Januar 1746 wurde er dann zum Stabshauptmann befördert und bekam am 14. August 1747 das Kommando über die Kompanie des Hauptmanns von Wobser übertragen.
In den schlesischen Kriegen kämpfte er in den Schlachten bei Mollwitz, Chotusitz, Hohenfriedberg, Soor und Kesselsdorf sowie den Belagerungen von Glogau und Brieg.
Er war Hauptmann, als 1756 der Siebenjährige Krieg ausbrach. Nach der Schlacht von Lobositz wurde er von König Friedrich II. zum Major befördert und zu seinem Flügeladjutanten ernannt. Darüber hinaus wurde er Kommandeur eines Grenadierbataillons, das zuvor unter dem Kommando von Johann Christian Karl von Lengefeld stand. Es war aus Personal der Regimenter Nr. 21 (Hülsen) und Nr. 27 (Asseburg) gebildet worden. Mit diesem Bataillon kämpfte er bei der Belagerung von Prag. Im Gefecht bei Moysberg wurde von Düringshofen verwundet. Bei der Belagerung von Schweidnitz war seine Kompanie am Sturm auf das Galgenfort beteiligt, auch kämpfte er in der Schlacht bei Hochkirch. Im März 1758 wurde er zum Oberstleutnant befördert und wurde bereits im Dezember 1758 Oberst. Am 26. Februar 1759 wurde er mit seinem Bataillon auf dem Posten in Greiffenberg am Queiß von den Österreichern unter Philipp Levin von Beck eingeschlossen und musste sich nach einem achtstündigen Gefecht ergeben. Zweifach verwundet kam er in österreichische Gefangenschaft, in der zum Brigadier befördert wurde. Im Jahre 1761 erfolgte sein Austausch.
Er kam zur Armee des Prinzen Heinrich in Sachsen, wo er Kommandeur einer Brigade wurde und mit dieser am Übergang der Armee über die Mulde teilnahm. Von Düringshofen kämpfte anschließend mit seinem Verband in der Schlacht bei Freiberg. 1763 wurde er Chef des Regiments Nr. 24 und im Mai 1764 zum Generalmajor befördert. Im Januar 1765 wurde er zudem Amtsmann von Mühlendorf und Mühlenbeck und erhielt um diese Zeit auch die Inspektion der westfälischen Regimenter übertragen. Während seiner Zeit in Frankfurt war er Förderer der Universität.
König Friedrich II. schrieb zum Tod seines Generals in einem Brief vom 6. Januar 1776 an dessen Nachfolger, Generalmajor von Egloffstein: „Meine Armee, besonders sein Regiment, leidet einen sehr großen Verlust, und es wird gewiß Mühe kosten, solchen wieder zu ersetzen. Ein solches Denkmal setze ich seinen Verdiensten. […]“
Im Park auf der Südseite der Stadt Frankfurt an der Oder befand sich früher eine Statue des Generals.

## Familie
Laut Gothaisches Genealogisches Taschenbuch war er verheiratet, der Name seiner Ehefrau ist leider nicht bekannt. Er hatte einen Sohn Friedrich (* 1766; † 1840), liiert mit Wilhelmine Karp, der Major wurde. Dieses Ehepaar wiederum hatte mehrere Nachfahren, u. a. den Generalleutnant Karl Friedrich Alexander (* 1817; † 1890).